# Boavista Sport Club
El Boavista Sport Club es una asociación deportiva de la ciudad de Saquarema, en el estado de Río de Janeiro, Brasil, 100 kilómetros al este de la capital. Fue fundado el 14 de octubre de 1961 y refundado el 10 de marzo de 2004. En la actualidad, el equipo compite por la Serie de Campeonato Estatal de Profesionales de Río de Janeiro, ya que pudo acceder por la conquista del título de la Serie B en 2006.

## Historia
El club surgió a partir de la barrera de la antigua y tradicional Esporte Clube Barreira, fundada el 14 de octubre de 1961. Sus colores eran verde, rojo y blanco.
En 2004, un grupo de empresarios tomó el control del Esporte Clube Barreira y lo refundo al club el 10 de marzo de ese año, denominando al club con el nombre actual.

## Fútbol
En 2006, ganó su primer título con el nombre actual contra el Macaé Esporte Futebol Clube: el título de la Segunda División del Campeonato Carioca. En el primer partido, Boavista ganó por 2-1 en el Estádio Cláudio Moacyr de Azevedo, en la ciudad de Macaé. Luego, empató 0-0 en su estadio, consiguiendo subir al Campeonato Carioca al año siguiente.
En 2007 estaba en el puesto 11º en el Campeonato Fluminense, donde sólo ganó dos partidos. Aun así, continuó en la élite del fútbol de Río de Janeiro en 2008.
Al año siguiente, alcanzó el sexto lugar en el Campeonato de Río de Janeiro, ganando el derecho a participar en la serie C del Campeonato Brasileño. Doce equipos compitieron en la fase de grupos, y el Boavista terminó en segundo lugar. El club se aseguró un lugar en la próxima ronda con una victoria 6-0 sobre el Linhares Futebol Clube en la última ronda. En la segunda etapa, compitió en el Grupo 22, donde fue eliminado en último lugar, poniendo fin a la participación en la serie C en mitad de la competencia.
En el 2010, el Boavista intento contratar al delantero italiano Christian Vieri, pero no se pudo concretar el contrato.
En 2011, el equipo clasificó para la disputa de la final de la Taça Guanabara ante el Clube de Regatas do Flamengo, y después fue coronado ganador en la tanda de penales ante el Fluminense Football Club (el marcador era de 2-2 en tiempo normal).
El equipo alcanzó la cuarta posición en Campeonato Fluminense del 2011, ganando el derecho a participar en el Campeonato Brasileño de Serie D del 2011. El club, sin embargo, renunció a participar de la competencia.

## Estadio
Su estadio, el Eucy Resende de Mendonça, tiene capacidad para 4.315 personas y está situado en el barrio de Bacaxá.

## Historia en competiciones oficiales
Campeonato Carioca
| Año  | Posición |
| ---- | -------- |
| 2007 | 11º      |
| 2008 | 6º       |
| 2009 | 9º       |
| 2010 | 7º       |
| 2011 | 4º       |
| 2012 | -        |

Campeonato Brasilero - Serie C
| Año  | Posición |
| ---- | -------- |
| 2008 | 30.º     |

Copa de Brasil
| Año  | Posición |
| ---- | -------- |
| 2012 | -        |

## Jugadores

### Entrenadores notables
- Alfredo Sampaio
- Edinho
- Emerson Ávila
- Gilson Kleina

### Jugadores notables
- Erick Flores
- Joílson
- Silvio Luiz
- Rodrigo
- Santiago
- Fábio Braz
- Tony
- Paulo Rodrigues
- Everton Silva
- Max
- Thiaguinho
- Frontini
- Têti
- Cocito
- Erivélton
- Felipe Adão
- Ruy
- Léo Guerreiro
- Alex Alves
- Thiago Schmidt

## Títulos
- Serie B del Campeonato Carioca: 1 (2006)
- Serie C del Campeonato Carioca: 1 (1991)[10]